# Chambois
Chambois foi uma comuna francesa no departamento da Orne. A cidade destaca-se pela sua torre normanda datada do século XII. Durante a Segunda Guerra Mundial, a cidade foi palco de batalhas entre forças alemãs e Aliadas durante o confronto da Bolsa de Falaise em agosto de 1944.
Em 1 de janeiro de 2017, passou a formar parte da nova comuna de Gouffern en Auge.

## Torre Normanda
A torre normanda ou Donjon foi construída no século XII. É uma das raras torres de base quadrangular remanescentes na Normandia.

## Bolsa de Falaise
Chambois foi palco de uma das mais sangrentas e decisivas batalhas da Batalha da Normandia, em Agosto de 1944, que também ficou conhecida como Bolsa de Falaise ou Falha de Falaise. Aqui, a 90ª Divisão de Infantaria (Estados Unidos) encontrou o 10º Regimento de Dragões da 1ª Divisão Blindada (Polônia) (Polonês 1 Dywizja Pancerna) na noite de 19 de agosto de 1944.
Por dois dias, poloneses e americanos defenderam a cidade contra assaltos contínuos lançados pelas esmagadoras forças inimigas (compostas principalmente por remanescentes do VII Exército Alemão), que fizeram milhares de prisioneiros. A batalha terminou quando o apoio aéreo aliado finalmente destruiu o que restava das forças alemãs.
O Memorial de Coudehard – Montormel , na vizinha Colina 262, preserva a memória da Bolsa de Falaise.

## Na cultura popular
No jogo Call of Duty 3, o jogador faz parte de uma série de missões nas quais os aliados avançam para o Falaise Gap em direção a Chambois. A Batalha de Chambois é o capítulo final do jogo.
No jogo Company of Heroes, o jogador é requisitado para tomar e defender uma série de pontes contra os ataques alemães em Chambois. Isto culmina com as forças americanas se juntando com soldados canadenses e poloneses.